# De vallei der bannelingen
De vallei der bannelingen is het 100e verhaal uit de stripreeks Robbedoes en Kwabbernoot. Het verhaal is geschreven door Tome en getekend door Janry. Het verscheen in 1989 in delen in Spirou, in de nrs. 2672 - 2686. Het kwam uit met albumnummer 41.
Qua verhaallijn is het een rechtstreeks vervolg op het vorige verhaal, Paniek in Khoudistan. Het is samen met dit verhaal ook uitgegeven als dubbelalbum.

## Verhaal
Robbedoes en Kwabbernoot zijn in Oost-Azië op expeditie gestuurd naar een verborgen vallei vol allerlei vreemde wezens in Khoudistan (een fictief buurland van Nepal), alwaar ze erachter moeten komen wat er is is gebeurd met de twee geleerden Adrien Maginot en Günter Siegfried, die hier in 1938 tijdens een wetenschappelijke expeditie zijn verdwenen.
Tijdens de expeditie wordt Kwabbernoot gebeten door de Furax Volans, een gevaarlijke mug die een gekmakende ziekte overbrengt. Achtervolgd door de krankzinnig geworden Kwabbernoot moet Robbedoes nu alleen met Spip de expeditie voortzetten. Robbedoes vindt de restanten van de beschaving van een volk dat in de 13e eeuw door de Mongoolse keizer naar de vallei werd verbannen. Kwabbernoot probeert Robbedoes meermaals van het leven te beroven, maar krijgt uiteindelijk voor even zijn verstand terug als Robbedoes dreigt te verdrinken. Uiteindelijk slaagt Robbedoes erin om samen met Spip en Kwabbernoot uit de vallei te komen. Kwabbernoot wordt verder verpleegd in een ziekenhuis in Benares.
Aan het eind van het verhaal blijkt Maginot nog in leven te zijn en zich schuil te houden, nadat Robbedoes eerder op de resten van Siegfried was gestuit.